# Dänische 1. Division 2016/17
Die 1. Division 2016/17 war die 72. Saison der zweithöchsten dänischen Spielklasse im Fußball, die vom dänischen Fußballverband Dansk Boldspil Union ausgetragen wurde. Die Liga wurde mit 12 Teams ausgetragen. Die Saison begann am 21. Juli 2016 und endete am 27. Mai 2017.
Am Ende der Saison stieg der Tabellenerste direkt auf, während der Zweit- und Drittplatzierte an den Aufstiegs-Playoffs teilnahmen.

## Teams
| Verein        | Stadt            | Stadion                     | Kapazität |
| ------------- | ---------------- | --------------------------- | --------- |
| AB Gladsaxe   | Gladsaxe         | Gladsaxe Stadion            | 13.800    |
| FC Fredericia | Fredericia       | Monjasa Park                | 04.000    |
| FC Helsingør  | Helsingør        | Helsingør Stadion           | 04.500    |
| FC Roskilde   | Roskilde         | Roskilde Idrætspark         | 06.000    |
| Fremad Amager | Kopenhagen       | Sundby Idrætspark           | 07.200    |
| HB Køge       | Køge             | SEAS-NVE Park               | 08.000    |
| Hobro IK      | Hobro            | DS Arena                    | 09.000    |
| Nykøbing FC   | Nykøbing Falster | Nykøbing Falster Idrætspark | 10.000    |
| Næstved BK    | Næstved          | Næstved Stadion             | 10.000    |
| Skive IK      | Skive            | Spar Nord Arena             | 10.000    |
| Vejle BK      | Vejle            | Jokri Park                  | 10.500    |
| Vendsyssel FF | Hjørring         | Hjørring Stadion            | 07.500    |

## Abschlusstabelle
| Pl. | Verein            | Sp. | S  | U  | N  | Tore    | Diff. | Punkte |
| --- | ----------------- | --- | -- | -- | -- | ------- | ----- | ------ |
| 1.  | Hobro IK (A)      | 33  | 17 | 7  | 9  | 054:340 | +20   | 58     |
| 2.  | Vendsyssel FF     | 33  | 16 | 7  | 10 | 051:390 | +12   | 55     |
| 3.  | FC Helsingør      | 33  | 14 | 11 | 8  | 043:310 | +12   | 53     |
| 4.  | FC Roskilde       | 33  | 14 | 8  | 11 | 044:430 | +1    | 50     |
| 5.  | Skive IK          | 33  | 15 | 4  | 14 | 041:510 | −10   | 49     |
| 6.  | HB Køge           | 33  | 11 | 14 | 8  | 033:270 | +6    | 47     |
| 7.  | Nykøbing FC (N)   | 33  | 13 | 7  | 13 | 050:510 | −1    | 46     |
| 8.  | FC Fredericia     | 33  | 11 | 10 | 12 | 036:430 | −7    | 43     |
| 9.  | Vejle BK          | 33  | 10 | 11 | 12 | 049:460 | +3    | 41     |
| 10. | Fremad Amager (N) | 33  | 10 | 11 | 12 | 042:450 | −3    | 41     |
| 11. | Næstved BK        | 33  | 9  | 8  | 16 | 045:510 | −6    | 35     |
| 12. | AB Gladsaxe (N)   | 33  | 6  | 6  | 21 | 034:610 | −27   | 24     |

| (A) | Absteiger aus der Superliga 2015/16    |
| (N) | Aufsteiger aus der 2. Division 2015/16 |

## Aufstiegs-Playoffs
|              | Gesamt    |               | Hinspiel | Rückspiel |
| ------------ | --------- | ------------- | -------- | --------- |
| AC Horsens   | 2:1       | Vendsyssel FF | 0:0      | 3:1       |
| FC Helsingør | (a)3:3(a) | Viborg FF     | 1:1      | 2:2 n. V. |

## Torschützenliste
| Pl. | Name                    | Mannschaft    | Tore |
| --- | ----------------------- | ------------- | ---- |
| 01. | Dominic Vinicius        | Vejle BK      | 15   |
| 02. | Joachim Wagner          | Nykøbing FC   | 14   |
| 03. | Tiago Leonco            | Vendsyssel FF | 13   |
| 04. | Thomas Dalgaard         | Vendsyssel FF | 12   |
| 04. | Morten Nielsen          | FC Roskilde   | 12   |
| 04. | Olcay Senoglu           | Fremad Amager | 12   |
| 07. | Jeppe Illum             | Næstved BK    | 10   |
| 07. | Marc Rochester Sørensen | HB Køge       | 10   |